# Eleições legislativas portuguesas de 1987
As eleições legislativas portuguesas de 1987 foram realizadas no dia 19 de julho. Estas eleições foram provocadas após uma moção de censura apresentada pelo Partido Renovador Democrático (PRD) ter sido aprovada com o apoio do Partido Socialista (PS), do Partido Comunista Português (PCP) e do Movimento Democrático Português (MDP/CDE) e assim obrigando ao fim do governo de maioria relativa do Partido Social Democrata (PPD/PSD), presidido por Aníbal Cavaco Silva. O presidente da República Mário Soares rejeitou a proposta para dar posse a um governo formado pela maioria PS–PRD–PCP e convocou eleições antecipadas.
O PPD/PSD de Cavaco Silva foi absolutamente arrasador ao obter a primeira maioria absoluta da sua história, conseguindo mais de 50% dos votos e 148 dos 250 deputados. Esta vitória superou as expectativas mais otimistas do partido e marcou o início de uma era caracterizada por um forte crescimento económico após a entrada de Portugal na Comunidade Económica Europeia (CEE) em 1986.
O PS, liderado por um pouco conhecido Vítor Constâncio conseguiria um ligeiro aumento da sua votação ao obter 22,2% dos votos e 60 deputados. Esta pequena subida dos socialistas em muito explica-se pelo declínio do PCP e pela queda do PRD.
O PCP, concorrendo na Coligação Democrática Unitária (CDU) agora apenas ao lado do Partido Ecologista "Os Verdes" (MEP/PV), já que o Movimento Democrático Português (MDP/CDE) saíra da coligação, continuou a perder terreno e ficou-se pelos 12% e 31 deputados.
O grande derrotado da noite foi o PRD, o instigador da crise política vivida em 1987. O partido ficava reduzido a sete deputados e conseguia pouco mais de 4% dos votos. Este resultado marcava o fim do partido no panorama político.
O Partido do Centro Democrático Social (CDS) também obteve um resultado catastrófico, sendo prejudicado pela grande vitória do PPD/PSD que capturou muito do eleitoral tradicional dos centristas. O CDS ficava-se pelos 4,4% e apenas quatro deputados, à época o pior resultado de sempre do partido. Ficou popular a expressão "Partido do Táxi" ao descrever o estado a que o CDS se via reduzido, cabendo todos os seus deputados num táxi.
Os resultados das eleições, assim como das eleições europeias, foram transmitidos em direto pela RTP1, a partir das 19 horas do dia 19 de julho até às 2 horas do dia 20, com a apresentação de José Eduardo Moniz e Henrique Garcia, em direto dos estúdios da RTP, em Lisboa, tendo como convidados em estúdio Jaime Nogueira Pinto, diretor d'O Século, Vicente Jorge Silva, diretor-adjunto do Expresso, Fernanda Mestrinho, Eduardo Prado Coelho e Manuel Teixeira, analistas políticos, Jorge de Sá e Bettencourt da Câmara, sociólogos, António Perez Metelo, jornalista de assuntos económicos na RTP, Manuela Silva e e Jorge Braga de Macedo, economistas. Para além disso, a emissão contou em direto com a presença de Cesário Borga na sede do PPD/PSD, Judite de Sousa na sede do PS, Luís Pinto Enes na sede da CDU, Carlos Fino na sede do PRD e Vítor Hugo na sede do CDS. A emissão foi intercalada com atuações artísticas e musicais, sínteses de notícias com Dina Aguiar e um concurso musical apresentado por Carlos Cruz nos estúdio do Lumiar com Ângelo Correia (PPD/PSD), Gomes de Pinho (CDS), Miguel Galvão Teles (PRD), Lopes Cardoso (PS) e Silveira Ramos (MDP/CDE).  
A emissão foi também transmitida em direto, pela primeira vez, nos Estados Unidos a partir da Portuguese Broadcasting Company, em Newark, Rhode Island e New Bedford. Na RTP2, a emissão especial do Jornal das 9 foi intercalada com outros programas.
Destas eleições resultaram o XI Governo Constitucional e a V Legislatura.

## Partidos
Os partidos ou coligações que elegeram deputados foram os seguintes:
| Partido/coligação | Partido/coligação                          | Líder                 | Ideologia               | Espectro        |
| ----------------- | ------------------------------------------ | --------------------- | ----------------------- | --------------- |
|                   | Partido Social Democrata (PPD/PSD)         | Aníbal Cavaco Silva   | Conservadorismo liberal | Centro-direita  |
|                   | Partido Socialista (PS)                    | Vítor Constâncio      | Social-democracia       | Centro-esquerda |
|                   | Coligação Democrática Unitária (CDU)       | Álvaro Cunhal         | Comunismo               | Esquerda        |
|                   | Partido Renovador Democrático (PRD)        | António Ramalho Eanes | Centrismo               | Centro          |
|                   | Partido do Centro Democrático Social (CDS) | Adriano Moreira       | Democracia cristã       | Centro-direita  |

## Resultados nacionais
| Partido                                                                 | Partido                                         | Votos     | %               | +/-    | Deputados | +/-     |
| ----------------------------------------------------------------------- | ----------------------------------------------- | --------- | --------------- | ------ | --------- | ------- |
|                                                                         | Partido Social Democrata                        | 2 850 784 | 50,22 / 100,00  | 20,35  | 148 / 250 | 60      |
|                                                                         | Partido Socialista                              | 1 262 506 | 22,24 / 100,00  | 1,47   | 60 / 250  | 3       |
|                                                                         | Coligação Democrática Unitária (a)              | 689 137   | 12,14 / 100,00  | 3,35   | 31 / 250  | 4       |
|                                                                         | Partido Renovador Democrático                   | 278 561   | 4,91 / 100,00   | 13,01  | 7 / 250   | 38      |
|                                                                         | Partido do Centro Democrático Social            | 251 987   | 4,44 / 100,00   | 5,52   | 4 / 250   | 18      |
|                                                                         | União Democrática Popular                       | 50 717    | 0,89 / 100,00   | 0,38   | 0 / 250   | Estável |
|                                                                         | Partido Socialista Revolucionário               | 32 977    | 0,58 / 100,00   | 0,03   | 0 / 250   | Estável |
|                                                                         | Movimento Democrático Português                 | 32 607    | 0,57 / 100,00   | -      | 0 / 250   | 3       |
|                                                                         | Partido da Democracia Cristã                    | 31 667    | 0,56 / 100,00   | 0,16   | 0 / 250   | Estável |
|                                                                         | Partido Popular Monárquico                      | 23 218    | 0,41 / 100,00   | -      | 0 / 250   | -       |
|                                                                         | Partido Comunista dos Trabalhadores Portugueses | 20 800    | 0,37 / 100,00   | 0,03   | 0 / 250   | Estável |
|                                                                         | Partido Comunista (Reconstruído)                | 18 544    | 0,33 / 100,00   | 0,11   | 0 / 250   | Estável |
|                                                                         | Partido Operário de Unidade Socialista          | 9 185     | 0,16 / 100,00   | 0,17   | 0 / 250   | Estável |
| Votos inválidos                                                         | Votos inválidos                                 | 123 668   | 2,18 / 100,00   | 0,33   |           |         |
| Total                                                                   | Total                                           | 5 676 358 | 100,00 / 100,00 |        | 250 / 250 |         |
| Eleitorado/Participação                                                 | Eleitorado/Participação                         | 7 930 668 | 71,57 / 100,00  | 2,59   |           |         |
| Fonte                                                                   | Fonte                                           | [ 20 ]    | [ 20 ]          | [ 20 ] | [ 20 ]    | [ 20 ]  |
| (a) Coligação eleitoral entre PCP (29 deputados) e MEP/PV (2 deputados) |                                                 |           |                 |        |           |         |

## Tabela de resultados por círculo eleitoral
|                   | %       | D       | %    | D  | %    | D   | %   | D   | %    | D   |                 |           |
| ----------------- | ------- | ------- | ---- | -- | ---- | --- | --- | --- | ---- | --- | --------------- | --------- |
| Círculo eleitoral | PPD/PSD | PPD/PSD | PS   | PS | CDU  | CDU | PRD | PRD | CDS  | CDS | Total deputados | Votantes  |
| Açores            | 66,7    | 4       | 20,0 | 1  | 2,3  | -   | 3,0 | -   | 3,3  | -   | 5               | 95 718    |
| Aveiro            | 60,4    | 11      | 22,9 | 4  | 4,4  | -   | 2,7 | -   | 5,3  | -   | 15              | 357 133   |
| Beja              | 24,5    | 1       | 20,3 | 1  | 38,7 | 3   | 5,7 | -   | 2,0  | -   | 5               | 102 403   |
| Braga             | 53,4    | 10      | 25,9 | 5  | 6,1  | 1   | 3,3 | -   | 5,9  | 1   | 17              | 403 063   |
| Bragança          | 60,8    | 3       | 19,2 | 1  | 3,2  | -   | 1,3 | -   | 7,6  | -   | 4               | 92 948    |
| Castelo Branco    | 52,1    | 4       | 22,4 | 2  | 7,1  | -   | 6,0 | -   | 4,7  | -   | 6               | 137 371   |
| Coimbra           | 50,0    | 6       | 28,7 | 4  | 7,2  | 1   | 3,5 | -   | 4,5  | -   | 11              | 243 215   |
| Évora             | 32,1    | 2       | 15,4 | -  | 36,2 | 2   | 7,7 | -   | 2,1  | -   | 4               | 109 919   |
| Faro              | 46,7    | 5       | 24,9 | 3  | 10,9 | 1   | 6,3 | -   | 3,1  | -   | 9               | 189 523   |
| Guarda            | 60,0    | 4       | 21,8 | 1  | 3,3  | -   | 2,0 | -   | 6,6  | -   | 5               | 118 540   |
| Leiria            | 60,8    | 9       | 18,7 | 2  | 5,9  | -   | 3,0 | -   | 6,0  | -   | 11              | 241 712   |
| Lisboa            | 45,8    | 28      | 21,2 | 12 | 16,5 | 10  | 6,9 | 4   | 3,7  | 2   | 56              | 1 232 138 |
| Madeira           | 65,5    | 4       | 16,2 | 1  | 1,9  | -   | 3,3 | -   | 5,2  | -   | 5               | 118 907   |
| Portalegre        | 37,4    | 1       | 25,1 | 1  | 20,9 | 1   | 6,3 | -   | 3,1  | -   | 3               | 87 052    |
| Porto             | 50,9    | 22      | 26,7 | 11 | 9,4  | 4   | 4,0 | 1   | 4,0  | 1   | 39              | 933 302   |
| Santarém          | 47,9    | 7       | 21,7 | 3  | 12,6 | 1   | 7,3 | 1   | 3,6  | -   | 12              | 266 762   |
| Setúbal           | 32,6    | 6       | 17,6 | 3  | 32,7 | 7   | 8,7 | 1   | 1,9  | -   | 17              | 394 094   |
| Viana do Castelo  | 54,5    | 5       | 20,3 | 1  | 6,3  | -   | 4,8 | -   | 7,7  | -   | 6               | 139 954   |
| Vila Real         | 62,5    | 5       | 20,3 | 1  | 4,1  | -   | 1,4 | -   | 5,0  | -   | 6               | 135 914   |
| Viseu             | 64,1    | 8       | 17,9 | 2  | 2,9  | -   | 1,7 | -   | 7,0  | -   | 10              | 227 381   |
| Europa            | 37,0    | 1       | 28,4 | 1  | 15,9 | -   | 4,9 | -   | 6,6  | -   | 2               | 19 261    |
| Fora da Europa    | 63,2    | 2       | 7,3  | -  | 1,4  | -   | 1,7 | -   | 19,9 | -   | 2               | 30 588    |
| Portugal          | 50,2    | 148     | 22,2 | 60 | 12,1 | 31  | 4,9 | 7   | 4,4  | 4   | 250             | 5 676 358 |

## Resultados por concelho

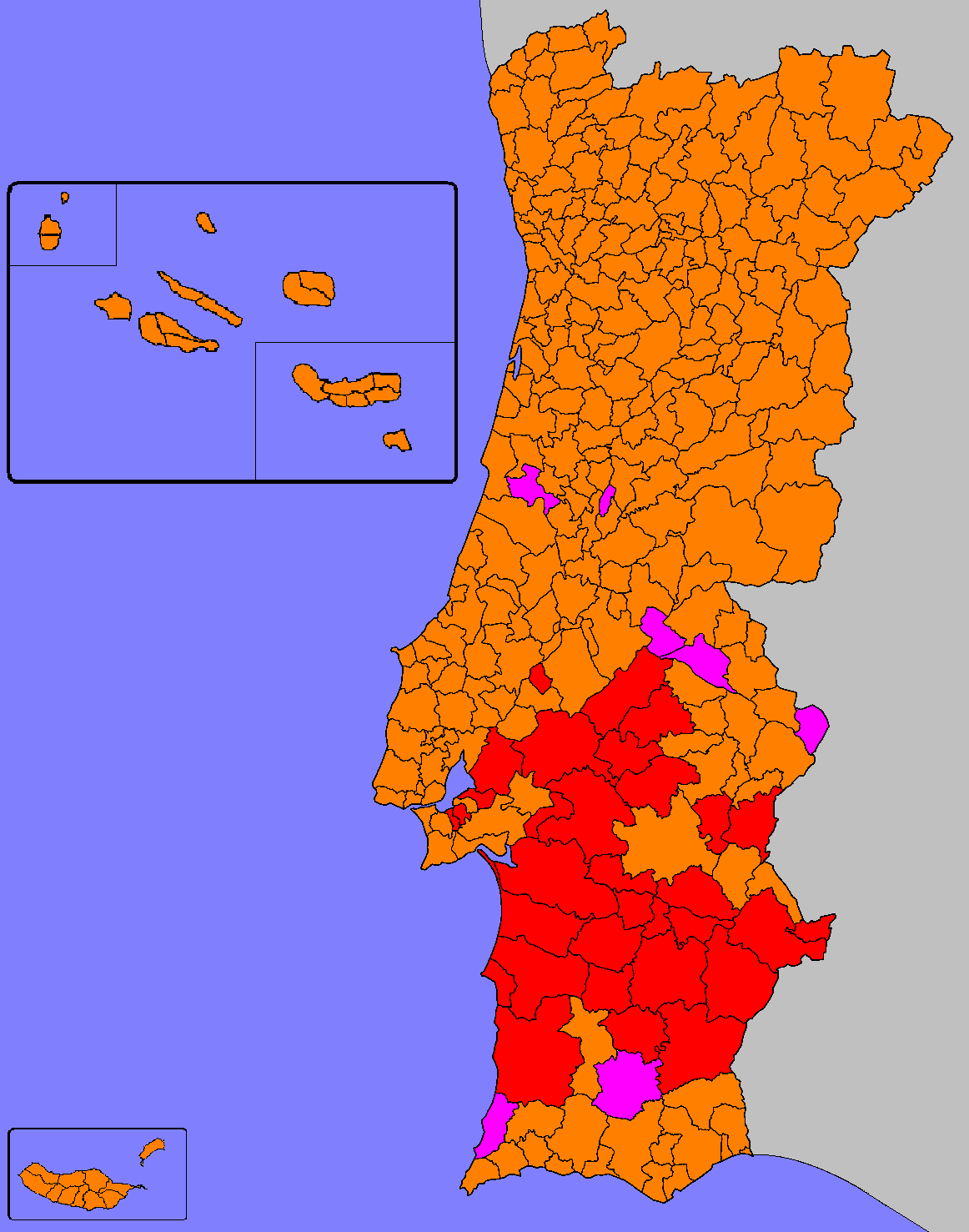
Partido mais votado por concelho.

A seguinte tabela contém os resultados obtidos pelos partidos que tiveram, pelo menos, 1% dos votos expressos a nível nacional:
| Concelhos                   | %       | %    | %    | %    | %    | Votantes  |
| Concelhos                   | PPD/PSD | PS   | CDU  | PRD  | CDS  | Votantes  |
| --------------------------- | ------- | ---- | ---- | ---- | ---- | --------- |
| Abrantes                    | 41,9    | 25,0 | 11,4 | 9,3  | 3,6  | 27 891    |
| Águeda                      | 59,2    | 22,0 | 4,8  | 1,8  | 7,8  | 24 390    |
| Aguiar da Beira             | 65,5    | 7,5  | 0,6  | 1,6  | 15,9 | 3 967     |
| Alandroal                   | 24,2    | 12,0 | 50,6 | 5,5  | 1,9  | 4 938     |
| Albergaria-a-Velha          | 64,4    | 19,6 | 2,9  | 2,4  | 6,6  | 12 251    |
| Albufeira                   | 53,5    | 23,8 | 6,6  | 4,9  | 3,8  | 9 583     |
| Alcácer do Sal              | 21,7    | 16,6 | 42,0 | 9,4  | 1,9  | 9 792     |
| Alcanena                    | 46,7    | 27,8 | 10,3 | 4,3  | 5,2  | 8 663     |
| Alcobaça                    | 59,3    | 21,3 | 5,0  | 3,1  | 5,9  | 31 208    |
| Alcochete                   | 27,9    | 20,4 | 33,6 | 10,1 | 1,5  | 6 429     |
| Alcoutim                    | 36,6    | 35,3 | 10,8 | 2,5  | 1,8  | 2 887     |
| Alenquer                    | 36,7    | 27,0 | 18,8 | 7,4  | 2,8  | 20 359    |
| Alfândega da Fé             | 58,8    | 18,0 | 5,2  | 1,2  | 8,3  | 4 224     |
| Alijó                       | 56,6    | 23,7 | 4,2  | 1,2  | 6,8  | 9 738     |
| Aljezur                     | 31,0    | 31,6 | 17,1 | 7,2  | 2,0  | 3 279     |
| Aljustrel                   | 16,2    | 21,4 | 49,6 | 4,0  | 1,5  | 7 446     |
| Almada                      | 35,6    | 19,0 | 28,9 | 8,3  | 1,9  | 88 973    |
| Almeida                     | 66,6    | 15,6 | 1,7  | 1,1  | 8,2  | 6 615     |
| Almeirim                    | 36,9    | 25,7 | 18,5 | 10,5 | 2,3  | 12 024    |
| Almodôvar                   | 28,4    | 39,0 | 18,6 | 3,7  | 1,4  | 5 340     |
| Alpiarça                    | 20,9    | 11,4 | 49,7 | 8,3  | 1,3  | 4 938     |
| Alter do Chão               | 38,3    | 21,9 | 22,9 | 5,7  | 2,3  | 3 092     |
| Alvaiázere                  | 80,5    | 6,7  | 1,0  | 1,0  | 7,0  | 6 610     |
| Alvito                      | 32,6    | 15,6 | 35,0 | 4,5  | 2,4  | 1 731     |
| Amadora                     | 40,7    | 21,8 | 21,1 | 8,1  | 2,5  | 96 581    |
| Amarante                    | 53,4    | 26,4 | 5,2  | 3,2  | 3,7  | 27 684    |
| Amares                      | 64,2    | 17,0 | 2,6  | 1,8  | 9,1  | 9 500     |
| Anadia                      | 67,1    | 18,6 | 2,4  | 1,1  | 6,4  | 17 528    |
| Angra do Heroísmo           | 58,6    | 28,1 | 2,0  | 2,8  | 4,2  | 15 972    |
| Ansião                      | 73,7    | 15,6 | 1,3  | 1,0  | 4,2  | 9 350     |
| Arcos de Valdevez           | 58,8    | 20,7 | 2,0  | 2,3  | 7,8  | 14 067    |
| Arganil                     | 60,4    | 24,3 | 1,9  | 2,2  | 4,6  | 9 004     |
| Armamar                     | 72,2    | 10,4 | 4,5  | 1,1  | 5,1  | 4 869     |
| Arouca                      | 72,7    | 12,9 | 1,5  | 1,4  | 6,3  | 13 440    |
| Arraiolos                   | 27,2    | 10,5 | 47,5 | 6,1  | 1,6  | 5 591     |
| Arronches                   | 37,8    | 32,7 | 15,0 | 5,2  | 3,4  | 2 498     |
| Arruda dos Vinhos           | 38,2    | 28,1 | 13,2 | 10,3 | 3,5  | 4 922     |
| Aveiro                      | 61,7    | 19,8 | 4,7  | 2,5  | 6,9  | 36 214    |
| Avis                        | 24,9    | 14,5 | 52,4 | 3,3  | 1,4  | 4 048     |
| Azambuja                    | 34,0    | 24,6 | 19,9 | 9,2  | 2,0  | 11 355    |
| Baião                       | 52,4    | 27,6 | 4,1  | 2,8  | 3,3  | 11 427    |
| Barcelos                    | 64,1    | 19,7 | 4,0  | 2,1  | 5,5  | 58 968    |
| Barrancos                   | 16,3    | 23,1 | 38,1 | 7,5  | 2,2  | 1 181     |
| Barreiro                    | 24,5    | 16,6 | 42,8 | 9,3  | 1,1  | 50 711    |
| Batalha                     | 70,4    | 13,9 | 1,4  | 1,4  | 8,4  | 8 105     |
| Beja                        | 26,9    | 20,2 | 38,5 | 5,3  | 1,9  | 21 449    |
| Belmonte                    | 46,9    | 26,5 | 6,3  | 6,8  | 3,8  | 3 853     |
| Benavente                   | 31,8    | 18,8 | 32,3 | 7,2  | 2,7  | 9 193     |
| Bombarral                   | 55,7    | 18,8 | 7,9  | 3,5  | 8,4  | 7 743     |
| Borba                       | 31,7    | 17,7 | 29,3 | 10,5 | 2,3  | 5 225     |
| Boticas                     | 65,7    | 19,9 | 4,1  | 0,5  | 3,3  | 4 713     |
| Braga                       | 47,3    | 27,8 | 9,6  | 4,3  | 5,0  | 75 347    |
| Bragança                    | 59,4    | 22,0 | 3,1  | 1,5  | 6,6  | 18 509    |
| Cabeceiras de Basto         | 55,0    | 30,6 | 1,8  | 1,9  | 5,9  | 10 022    |
| Cadaval                     | 55,4    | 25,4 | 4,2  | 3,0  | 4,5  | 8 147     |
| Caldas da Rainha            | 59,9    | 18,7 | 6,2  | 4,4  | 5,6  | 24 198    |
| Calheta                     | 80,9    | 4,9  | 0,2  | 0,9  | 8,4  | 2 267     |
| Calheta                     | 77,1    | 5,5  | 1,0  | 0,7  | 11,3 | 6 532     |
| Câmara de Lobos             | 74,3    | 10,3 | 1,1  | 1,9  | 3,7  | 11 865    |
| Caminha                     | 45,3    | 33,5 | 5,4  | 4,9  | 4,0  | 9 610     |
| Campo Maior                 | 21,4    | 34,7 | 34,0 | 4,9  | 1,0  | 5 174     |
| Cantanhede                  | 63,0    | 21,0 | 2,2  | 1,2  | 7,6  | 20 233    |
| Carrazeda de Ansiães        | 60,9    | 17,6 | 2,6  | 2,4  | 8,1  | 5 608     |
| Carregal do Sal             | 65,3    | 18,1 | 3,5  | 1,5  | 5,1  | 6 000     |
| Cartaxo                     | 36,6    | 25,2 | 14,1 | 14,8 | 2,1  | 12 770    |
| Cascais                     | 53,7    | 18,0 | 12,4 | 5,8  | 4,9  | 88 988    |
| Castanheira de Pera         | 37,0    | 46,7 | 2,3  | 5,7  | 1,7  | 2 969     |
| Castelo Branco              | 54,5    | 21,7 | 5,3  | 8,3  | 3,9  | 33 845    |
| Castelo de Paiva            | 60,5    | 27,9 | 2,7  | 1,7  | 2,0  | 9 263     |
| Castelo de Vide             | 39,7    | 28,8 | 10,5 | 6,7  | 4,3  | 2 630     |
| Castro Daire                | 66,9    | 14,9 | 2,2  | 1,3  | 6,7  | 10 138    |
| Castro Marim                | 41,1    | 34,8 | 7,2  | 6,3  | 1,8  | 3 750     |
| Castro Verde                | 20,1    | 19,5 | 41,8 | 6,1  | 1,7  | 4 031     |
| Celorico da Beira           | 65,5    | 17,4 | 2,2  | 1,3  | 6,6  | 5 518     |
| Celorico de Basto           | 59,0    | 15,8 | 2,9  | 3,5  | 11,5 | 11 654    |
| Chamusca                    | 29,5    | 23,8 | 24,1 | 9,7  | 3,8  | 7 387     |
| Chaves                      | 65,8    | 17,4 | 4,1  | 1,2  | 4,6  | 24 405    |
| Cinfães                     | 62,7    | 20,4 | 2,6  | 1,9  | 4,8  | 13 254    |
| Coimbra                     | 43,9    | 30,6 | 11,7 | 4,4  | 4,1  | 80 854    |
| Condeixa-a-Nova             | 46,0    | 33,1 | 8,4  | 3,7  | 2,6  | 7 351     |
| Constância                  | 40,7    | 28,2 | 10,3 | 9,0  | 3,1  | 2 284     |
| Coruche                     | 28,9    | 15,7 | 35,5 | 11,2 | 2,8  | 14 965    |
| Corvo                       | 52,1    | 29,0 | 7,9  | 2,1  | 1,1  | 190       |
| Covilhã                     | 36,6    | 27,0 | 16,1 | 8,0  | 4,6  | 34 378    |
| Crato                       | 31,0    | 32,8 | 20,1 | 4,4  | 2,8  | 3 455     |
| Cuba                        | 25,1    | 14,7 | 43,5 | 5,1  | 1,8  | 3 381     |
| Elvas                       | 41,1    | 23,6 | 14,7 | 8,8  | 4,1  | 13 720    |
| Entroncamento               | 41,0    | 29,3 | 10,8 | 11,0 | 2,5  | 7 635     |
| Espinho                     | 51,2    | 28,3 | 10,3 | 3,6  | 3,0  | 20 495    |
| Esposende                   | 63,1    | 13,5 | 4,2  | 2,1  | 11,8 | 15 802    |
| Estarreja                   | 62,2    | 16,8 | 5,4  | 5,8  | 4,3  | 14 906    |
| Estremoz                    | 41,4    | 14,6 | 24,0 | 9,4  | 3,1  | 10 984    |
| Évora                       | 36,7    | 16,1 | 29,3 | 9,6  | 2,2  | 30 918    |
| Fafe                        | 48,1    | 34,4 | 4,5  | 2,5  | 4,2  | 25 894    |
| Faro                        | 48,0    | 22,6 | 12,5 | 7,1  | 3,3  | 27 115    |
| Felgueiras                  | 53,8    | 25,9 | 5,5  | 3,0  | 4,6  | 26 128    |
| Ferreira do Alentejo        | 20,4    | 23,2 | 40,0 | 6,2  | 2,1  | 6 264     |
| Ferreira do Zêzere          | 72,6    | 13,2 | 1,3  | 2,0  | 3,9  | 6 676     |
| Figueira da Foz             | 44,8    | 29,1 | 8,9  | 6,1  | 4,1  | 33 188    |
| Figueira de Castelo Rodrigo | 69,8    | 15,6 | 1,5  | 1,9  | 4,4  | 4 388     |
| Figueiró dos Vinhos         | 70,9    | 15,3 | 1,3  | 1,2  | 5,2  | 5 693     |
| Fornos de Algodres          | 65,5    | 16,6 | 2,1  | 1,7  | 6,9  | 4 079     |
| Freixo de Espada à Cinta    | 55,8    | 24,4 | 5,2  | 1,1  | 4,1  | 3 125     |
| Fronteira                   | 35,4    | 26,4 | 23,6 | 4,9  | 2,8  | 2 892     |
| Funchal                     | 55,9    | 22,1 | 2,7  | 5,0  | 5,4  | 54 860    |
| Fundão                      | 45,0    | 26,9 | 5,5  | 6,2  | 6,0  | 18 382    |
| Gavião                      | 27,0    | 40,0 | 12,7 | 7,6  | 2,6  | 3 994     |
| Góis                        | 53,0    | 32,2 | 2,0  | 1,3  | 4,4  | 3 489     |
| Golegã                      | 33,6    | 20,6 | 19,6 | 14,6 | 4,1  | 3 534     |
| Gondomar                    | 46,9    | 26,0 | 14,6 | 4,9  | 2,7  | 79 117    |
| Gouveia                     | 52,4    | 29,8 | 4,6  | 3,1  | 4,3  | 11 023    |
| Grândola                    | 25,1    | 14,5 | 44,4 | 6,9  | 1,7  | 10 179    |
| Guarda                      | 53,3    | 29,4 | 3,2  | 2,1  | 5,4  | 24 006    |
| Guimarães                   | 43,3    | 31,6 | 9,4  | 5,0  | 5,0  | 82 372    |
| Horta                       | 62,7    | 23,6 | 3,3  | 2,4  | 4,3  | 7 144     |
| Idanha-a-Nova               | 46,1    | 29,8 | 4,6  | 3,8  | 4,2  | 9 301     |
| Ílhavo                      | 65,5    | 19,7 | 3,9  | 2,5  | 4,1  | 16 353    |
| Lagoa                       | 70,4    | 15,8 | 2,2  | 2,9  | 2,6  | 3 604     |
| Lagoa                       | 47,9    | 21,3 | 10,4 | 8,5  | 3,4  | 8 977     |
| Lagos                       | 39,9    | 25,4 | 12,8 | 10,1 | 3,3  | 12 038    |
| Lajes das Flores            | 61,8    | 18,3 | 8,3  | 4,5  | 2,1  | 820       |
| Lajes do Pico               | 62,6    | 31,1 | 0,8  | 1,3  | 2,2  | 2 466     |
| Lamego                      | 62,7    | 18,6 | 4,8  | 2,9  | 5,0  | 17 072    |
| Leiria                      | 65,9    | 15,3 | 3,3  | 2,5  | 8,4  | 57 509    |
| Lisboa                      | 47,8    | 20,3 | 14,9 | 6,5  | 4,5  | 489 433   |
| Loulé                       | 56,6    | 22,8 | 5,8  | 4,8  | 2,9  | 26 201    |
| Loures                      | 40,3    | 22,8 | 21,5 | 7,5  | 2,4  | 165 224   |
| Lourinhã                    | 67,8    | 18,8 | 2,3  | 1,7  | 3,9  | 12 483    |
| Lousã                       | 47,4    | 35,5 | 4,0  | 2,5  | 3,8  | 7 771     |
| Lousada                     | 55,0    | 26,4 | 5,7  | 3,0  | 3,5  | 19 843    |
| Mação                       | 63,0    | 18,4 | 3,2  | 3,0  | 4,6  | 7 581     |
| Macedo de Cavaleiros        | 63,3    | 15,7 | 2,5  | 0,8  | 10,3 | 10 331    |
| Machico                     | 66,6    | 14,7 | 1,3  | 3,4  | 1,4  | 9 763     |
| Madalena                    | 66,0    | 24,4 | 2,0  | 1,5  | 2,3  | 2 897     |
| Mafra                       | 51,5    | 21,3 | 8,7  | 6,4  | 4,3  | 24 925    |
| Maia                        | 49,0    | 28,1 | 9,0  | 5,3  | 3,5  | 48 976    |
| Mangualde                   | 56,9    | 23,4 | 3,4  | 2,0  | 5,8  | 11 366    |
| Manteigas                   | 41,3    | 29,2 | 11,8 | 4,0  | 7,4  | 2 545     |
| Marco de Canaveses          | 60,7    | 19,1 | 4,1  | 2,0  | 7,5  | 23 770    |
| Marinha Grande              | 33,4    | 24,0 | 25,9 | 7,7  | 2,2  | 17 301    |
| Marvão                      | 45,7    | 26,6 | 6,7  | 7,5  | 4,0  | 3 145     |
| Matosinhos                  | 42,6    | 34,6 | 10,5 | 5,1  | 2,8  | 85 595    |
| Mealhada                    | 47,2    | 35,4 | 7,2  | 2,2  | 2,7  | 10 164    |
| Mêda                        | 64,7    | 12,5 | 1,5  | 3,4  | 11,1 | 4 601     |
| Melgaço                     | 50,7    | 30,7 | 1,9  | 1,9  | 7,5  | 5 931     |
| Mértola                     | 20,1    | 15,7 | 49,3 | 3,8  | 1,6  | 5 983     |
| Mesão Frio                  | 65,5    | 18,6 | 3,4  | 1,8  | 4,4  | 3 211     |
| Mira                        | 59,5    | 27,7 | 2,1  | 1,6  | 4,9  | 7 010     |
| Miranda do Corvo            | 50,4    | 32,2 | 3,7  | 3,4  | 3,5  | 6 601     |
| Miranda do Douro            | 58,2    | 23,0 | 2,3  | 1,1  | 5,9  | 5 138     |
| Mirandela                   | 58,4    | 18,6 | 4,4  | 1,7  | 9,8  | 14 521    |
| Mogadouro                   | 68,2    | 15,0 | 1,8  | 0,6  | 6,5  | 7 682     |
| Moimenta da Beira           | 62,0    | 15,4 | 3,9  | 1,1  | 10,4 | 6 509     |
| Moita                       | 24,3    | 13,3 | 43,8 | 9,1  | 1,4  | 31 948    |
| Monção                      | 58,7    | 19,1 | 2,3  | 3,0  | 10,3 | 12 273    |
| Monchique                   | 49,3    | 27,9 | 7,0  | 5,6  | 2,0  | 5 908     |
| Mondim de Basto             | 62,0    | 12,6 | 3,5  | 1,4  | 13,3 | 4 731     |
| Monforte                    | 32,2    | 19,0 | 21,6 | 11,7 | 5,0  | 2 380     |
| Montalegre                  | 59,7    | 25,8 | 3,3  | 0,9  | 2,9  | 9 150     |
| Montemor-o-Novo             | 23,4    | 14,0 | 50,9 | 5,4  | 1,5  | 13 522    |
| Montemor-o-Velho            | 44,3    | 31,6 | 7,7  | 4,3  | 4,0  | 13 461    |
| Montijo                     | 38,5    | 19,0 | 26,5 | 7,8  | 2,2  | 20 573    |
| Mora                        | 31,1    | 10,5 | 46,1 | 4,8  | 2,0  | 4 708     |
| Mortágua                    | 61,6    | 24,7 | 2,9  | 0,9  | 3,4  | 5 757     |
| Moura                       | 23,0    | 18,6 | 46,7 | 3,0  | 1,9  | 11 014    |
| Mourão                      | 40,4    | 17,5 | 20,8 | 9,9  | 2,6  | 1 851     |
| Murça                       | 65,3    | 14,4 | 3,8  | 0,8  | 8,7  | 4 641     |
| Murtosa                     | 77,8    | 10,7 | 1,5  | 1,3  | 3,4  | 4 937     |
| Nazaré                      | 41,6    | 37,4 | 8,2  | 3,4  | 3,2  | 8 202     |
| Nelas                       | 55,0    | 26,8 | 4,1  | 2,6  | 5,0  | 8 241     |
| Nisa                        | 42,0    | 23,1 | 16,9 | 4,9  | 3,8  | 6 904     |
| Nordeste                    | 67,6    | 17,8 | 3,3  | 1,9  | 3,0  | 2 820     |
| Óbidos                      | 52,5    | 26,5 | 5,8  | 4,0  | 5,1  | 5 565     |
| Odemira                     | 25,8    | 17,8 | 33,9 | 8,3  | 2,6  | 16 910    |
| Oeiras                      | 48,1    | 20,8 | 15,1 | 6,6  | 4,1  | 86 399    |
| Oleiros                     | 83,8    | 7,1  | 0,8  | 0,9  | 3,3  | 6 142     |
| Olhão                       | 46,6    | 27,0 | 10,8 | 4,2  | 3,9  | 19 108    |
| Oliveira de Azeméis         | 60,8    | 23,0 | 3,5  | 3,4  | 4,7  | 35 306    |
| Oliveira de Frades          | 69,2    | 15,1 | 1,8  | 1,2  | 6,8  | 6 265     |
| Oliveira do Bairro          | 74,5    | 8,9  | 1,5  | 0,9  | 10,0 | 10 942    |
| Oliveira do Hospital        | 61,2    | 24,0 | 1,4  | 1,6  | 5,6  | 13 485    |
| Ourém                       | 77,4    | 9,1  | 1,2  | 1,1  | 6,2  | 24 864    |
| Ourique                     | 37,7    | 18,8 | 30,1 | 4,6  | 1,6  | 4 305     |
| Ovar                        | 50,9    | 26,6 | 8,6  | 5,5  | 3,1  | 24 279    |
| Paços de Ferreira           | 64,5    | 19,3 | 5,1  | 2,1  | 4,4  | 23 077    |
| Palmela                     | 34,8    | 17,5 | 29,6 | 8,9  | 2,0  | 21 772    |
| Pampilhosa da Serra         | 65,8    | 17,8 | 2,7  | 1,4  | 4,8  | 4 090     |
| Paredes                     | 64,7    | 16,8 | 4,7  | 2,9  | 6,0  | 37 631    |
| Paredes de Coura            | 49,6    | 28,7 | 4,2  | 3,4  | 4,7  | 5 116     |
| Pedrógão Grande             | 71,1    | 14,4 | 1,5  | 0,9  | 4,4  | 3 499     |
| Penacova                    | 58,7    | 25,2 | 4,0  | 1,3  | 4,6  | 9 370     |
| Penafiel                    | 58,8    | 21,9 | 6,3  | 3,1  | 3,8  | 35 137    |
| Penalva do Castelo          | 64,6    | 17,1 | 1,8  | 1,3  | 7,4  | 5 261     |
| Penamacor                   | 49,4    | 27,2 | 2,7  | 3,7  | 5,5  | 5 311     |
| Penedono                    | 59,1    | 17,4 | 3,8  | 5,3  | 5,5  | 2 064     |
| Penela                      | 64,3    | 23,5 | 2,0  | 1,5  | 2,9  | 4 289     |
| Peniche                     | 47,3    | 25,2 | 12,8 | 4,6  | 3,6  | 13 196    |
| Peso da Régua               | 53,0    | 26,3 | 6,5  | 1,9  | 5,0  | 10 964    |
| Pinhel                      | 69,3    | 15,8 | 2,5  | 0,9  | 5,8  | 7 626     |
| Pombal                      | 70,3    | 14,3 | 2,2  | 1,6  | 5,7  | 27 004    |
| Ponta Delgada               | 68,2    | 16,0 | 3,1  | 5,2  | 2,4  | 22 485    |
| Ponta do Sol                | 83,4    | 5,7  | 0,9  | 0,8  | 5,8  | 4 538     |
| Ponte da Barca              | 64,2    | 19,5 | 2,1  | 1,8  | 6,6  | 7 232     |
| Ponte de Lima               | 61,4    | 13,6 | 3,5  | 2,3  | 13,9 | 25 335    |
| Ponte de Sor                | 32,9    | 14,8 | 36,0 | 6,1  | 2,7  | 11 352    |
| Portalegre                  | 44,5    | 31,5 | 9,4  | 6,3  | 3,1  | 17 273    |
| Portel                      | 23,5    | 13,6 | 49,4 | 3,7  | 1,4  | 4 762     |
| Portimão                    | 46,2    | 24,2 | 10,1 | 8,6  | 3,3  | 22 331    |
| Porto                       | 49,7    | 24,8 | 12,6 | 4,6  | 4,3  | 210 553   |
| Porto de Mós                | 64,9    | 16,2 | 3,8  | 3,0  | 7,1  | 13 532    |
| Porto Moniz                 | 78,0    | 5,3  | 1,2  | 0,3  | 11,9 | 2 102     |
| Porto Santo                 | 60,5    | 31,8 | 0,4  | 1,1  | 2,2  | 2 278     |
| Póvoa de Lanhoso            | 60,8    | 20,6 | 2,8  | 1,8  | 6,8  | 11 227    |
| Póvoa de Varzim             | 59,1    | 19,8 | 5,6  | 2,4  | 9,2  | 29 834    |
| Povoação                    | 74,4    | 13,4 | 2,0  | 1,9  | 2,2  | 3 187     |
| Proença-a-Nova              | 76,0    | 12,2 | 1,1  | 1,2  | 5,2  | 7 729     |
| Redondo                     | 26,6    | 14,9 | 37,7 | 10,2 | 2,7  | 4 676     |
| Reguengos de Monsaraz       | 29,8    | 26,0 | 28,0 | 7,6  | 2,0  | 6 576     |
| Resende                     | 67,0    | 19,3 | 2,0  | 1,7  | 3,2  | 7 604     |
| Ribeira Brava               | 76,3    | 8,8  | 1,0  | 1,2  | 4,7  | 6 101     |
| Ribeira de Pena             | 68,6    | 14,9 | 2,1  | 1,0  | 5,0  | 4 595     |
| Ribeira Grande              | 69,3    | 17,3 | 1,8  | 3,0  | 1,7  | 8 718     |
| Rio Maior                   | 67,2    | 18,4 | 3,0  | 2,4  | 4,2  | 12 211    |
| Sabrosa                     | 62,7    | 19,8 | 4,4  | 1,1  | 4,7  | 4 869     |
| Sabugal                     | 67,1    | 14,5 | 1,2  | 1,3  | 8,5  | 11 309    |
| Salvaterra de Magos         | 36,5    | 25,5 | 17,1 | 10,8 | 2,4  | 9 610     |
| Santa Comba Dão             | 68,7    | 18,4 | 1,6  | 0,9  | 4,0  | 7 772     |
| Santa Cruz                  | 69,8    | 15,0 | 2,3  | 2,5  | 3,2  | 12 247    |
| Santa Cruz da Graciosa      | 72,8    | 20,2 | 0,4  | 1,7  | 0,9  | 2 246     |
| Santa Cruz das Flores       | 58,7    | 17,3 | 8,1  | 2,0  | 9,1  | 1 122     |
| Santa Maria da Feira        | 53,6    | 32,5 | 4,2  | 2,3  | 3,5  | 61 499    |
| Santa Marta de Penaguião    | 54,5    | 31,6 | 3,2  | 0,9  | 2,9  | 5 886     |
| Santana                     | 81,3    | 6,3  | 0,6  | 1,4  | 5,6  | 5 321     |
| Santarém                    | 44,8    | 27,1 | 11,2 | 7,3  | 3,2  | 38 253    |
| Santiago do Cacém           | 29,8    | 17,7 | 36,5 | 6,0  | 3,0  | 18 908    |
| Santo Tirso                 | 50,0    | 30,6 | 5,7  | 4,0  | 4,6  | 57 515    |
| São Brás de Alportel        | 49,4    | 27,6 | 8,8  | 4,4  | 1,8  | 4 545     |
| São João da Madeira         | 51,8    | 28,6 | 6,3  | 4,3  | 5,3  | 11 022    |
| São João da Pesqueira       | 61,0    | 17,2 | 4,4  | 1,5  | 7,1  | 4 774     |
| São Pedro do Sul            | 55,7    | 21,8 | 4,5  | 2,9  | 7,3  | 11 317    |
| São Roque do Pico           | 62,6    | 25,7 | 2,6  | 3,6  | 1,6  | 1 774     |
| São Vicente                 | 74,1    | 9,2  | 0,5  | 1,6  | 9,8  | 3 568     |
| Sardoal                     | 55,1    | 21,5 | 3,9  | 6,0  | 4,1  | 3 034     |
| Sátão                       | 65,4    | 11,7 | 0,8  | 1,1  | 15,8 | 7 238     |
| Seia                        | 51,9    | 28,6 | 6,6  | 2,9  | 4,3  | 18 046    |
| Seixal                      | 34,8    | 18,2 | 30,6 | 9,1  | 1,8  | 53 062    |
| Sernancelhe                 | 60,5    | 14,5 | 1,2  | 0,7  | 15,9 | 3 872     |
| Serpa                       | 23,0    | 18,6 | 46,7 | 3,0  | 1,9  | 11 014    |
| Sertã                       | 74,0    | 11,6 | 1,1  | 1,4  | 5,0  | 12 295    |
| Sesimbra                    | 36,0    | 18,8 | 26,2 | 7,3  | 2,3  | 14 743    |
| Setúbal                     | 38,5    | 18,0 | 25,5 | 9,6  | 2,1  | 60 318    |
| Sever do Vouga              | 71,0    | 13,1 | 1,6  | 1,1  | 8,5  | 8 449     |
| Silves                      | 41,9    | 23,3 | 16,4 | 6,2  | 3,0  | 18 375    |
| Sines                       | 28,7    | 15,7 | 38,3 | 7,2  | 2,7  | 6 646     |
| Sintra                      | 45,0    | 22,2 | 15,7 | 7,8  | 3,1  | 130 626   |
| Sobral de Monte Agraço      | 33,2    | 19,1 | 30,1 | 6,7  | 2,7  | 4 288     |
| Soure                       | 40,0    | 40,0 | 6,6  | 2,7  | 3,0  | 12 179    |
| Sousel                      | 42,9    | 12,4 | 29,8 | 4,6  | 2,2  | 4 417     |
| Tábua                       | 61,2    | 19,3 | 2,3  | 1,3  | 8,5  | 7 381     |
| Tabuaço                     | 62,2    | 11,5 | 2,2  | 1,7  | 14,9 | 4 625     |
| Tarouca                     | 69,3    | 8,1  | 6,3  | 2,4  | 5,7  | 4 137     |
| Tavira                      | 47,5    | 29,0 | 6,3  | 4,5  | 4,0  | 13 215    |
| Terras de Bouro             | 68,9    | 14,4 | 3,4  | 2,2  | 5,7  | 5 58      |
| Tomar                       | 58,1    | 20,5 | 4,9  | 5,3  | 4,1  | 27 209    |
| Tondela                     | 63,0    | 16,4 | 2,3  | 1,0  | 7,9  | 20 256    |
| Torre de Moncorvo           | 57,3    | 24,9 | 3,6  | 1,0  | 5,4  | 7 312     |
| Torres Novas                | 46,2    | 24,0 | 12,0 | 6,9  | 3,2  | 21 776    |
| Torres Vedras               | 52,2    | 21,3 | 11,5 | 5,4  | 3,1  | 36 424    |
| Trancoso                    | 64,7    | 12,5 | 1,5  | 3,4  | 11,1 | 4 601     |
| Vagos                       | 81,2    | 7,1  | 0,6  | 0,6  | 6,6  | 10 576    |
| Vale de Cambra              | 62,8    | 17,7 | 2,1  | 2,3  | 10,2 | 13 975    |
| Valença                     | 62,3    | 21,0 | 2,3  | 2,2  | 6,8  | 7 715     |
| Valongo                     | 50,7    | 28,3 | 10,2 | 3,9  | 2,6  | 39 051    |
| Valpaços                    | 76,2    | 11,3 | 1,4  | 0,7  | 5,0  | 13 752    |
| Velas                       | 74,7    | 8,1  | 0,9  | 1,4  | 10,8 | 2 769     |
| Vendas Novas                | 33,7    | 15,0 | 36,5 | 6,4  | 2,5  | 7 095     |
| Viana do Alentejo           | 24,3    | 14,1 | 45,7 | 5,3  | 1,4  | 3 821     |
| Viana do Castelo            | 47,8    | 18,7 | 12,7 | 8,9  | 5,3  | 47 364    |
| Vidigueira                  | 27,1    | 17,3 | 38,3 | 5,7  | 1,6  | 4 049     |
| Vieira do Minho             | 62,1    | 20,6 | 4,2  | 2,6  | 2,8  | 8 744     |
| Vila de Rei                 | 75,8    | 5,5  | 1,1  | 0,9  | 10,2 | 3 030     |
| Vila do Bispo               | 36,2    | 27,3 | 14,4 | 8,2  | 2,9  | 3 039     |
| Vila do Conde               | 51,7    | 30,8 | 6,5  | 3,0  | 3,5  | 37 434    |
| Vila do Porto               | 63,7    | 23,9 | 1,4  | 3,0  | 2,6  | 2 049     |
| Vila Flor                   | 57,8    | 18,6 | 5,5  | 1,6  | 8,9  | 5 019     |
| Vila Franca de Xira         | 33,1    | 23,2 | 28,4 | 8,0  | 1,9  | 51 496    |
| Vila Franca do Campo        | 74,1    | 12,3 | 1,9  | 3,5  | 2,0  | 3 792     |
| Vila Nova da Barquinha      | 44,3    | 25,0 | 8,7  | 12,4 | 2,9  | 4 693     |
| Vila Nova de Cerveira       | 57,5    | 23,3 | 2,0  | 4,4  | 5,0  | 5 354     |
| Vila Nova de Famalicão      | 52,0    | 30,1 | 5,1  | 3,3  | 5,3  | 63 392    |
| Vila Nova de Foz Coa        | 64,1    | 19,0 | 3,3  | 1,3  | 6,2  | 5 898     |
| Vila Nova de Gaia           | 48,1    | 29,6 | 10,0 | 4,3  | 3,1  | 140 529   |
| Vila Nova de Paiva          | 68,4    | 9,4  | 1,1  | 0,9  | 11,4 | 3 402     |
| Vila Nova de Poiares        | 59,7    | 21,3 | 4,2  | 2,7  | 4,3  | 3 618     |
| Vila Pouca de Aguiar        | 62,0    | 20,0 | 4,3  | 1,9  | 3,4  | 8 876     |
| Vila Praia da Vitória       | 66,5    | 24,3 | 1,2  | 1,3  | 3,2  | 8 832     |
| Vila Real                   | 59,6    | 22,8 | 5,3  | 2,0  | 4,5  | 26 677    |
| Vila Real de Santo António  | 37,8    | 24,4 | 23,1 | 5,3  | 1,8  | 9 383     |
| Vila Velha de Ródão         | 40,1    | 31,6 | 9,3  | 9,3  | 2,5  | 3 423     |
| Vila Verde                  | 64,1    | 16,3 | 2,3  | 1,7  | 9,6  | 23 477    |
| Vila Viçosa                 | 37,8    | 16,3 | 30,5 | 7,0  | 1,8  | 5 378     |
| Vimioso                     | 66,8    | 16,6 | 1,6  | 0,5  | 2,7  | 3 811     |
| Vinhais                     | 65,2    | 15,0 | 2,3  | 1,0  | 8,2  | 7 534     |
| Viseu                       | 65,5    | 18,5 | 2,5  | 1,7  | 6,8  | 47 111    |
| Vouzela                     | 65,1    | 18,9 | 2,0  | 2,1  | 6,6  | 7 610     |
| Portugal                    | 50,2    | 22,3 | 12,2 | 4,9  | 4,3  | 5 623 128 |

## Resultados por círculos eleitorais

### Açores
| Partidos                | Partidos                             | Votos   | %             | +/-  | Deputados | +/-     |
| ----------------------- | ------------------------------------ | ------- | ------------- | ---- | --------- | ------- |
|                         | Partido Social Democrata             | 63 450  | 66,7 / 100,0  | 18,4 | 4 / 5     | 1       |
|                         | Partido Socialista                   | 19 017  | 20,0 / 100,0  | 0,1  | 1 / 5     | Estável |
|                         | Partido do Centro Democrático Social | 3 129   | 3,3 / 100,0   | 3,2  | 0 / 5     | Estável |
|                         | Partido Renovador Democrático        | 2 870   | 3,0 / 100,0   | 12,2 | 0 / 5     | 1       |
|                         | Coligação Democrática Unitária       | 2 188   | 2,3 / 100,0   | 2,1  | 0 / 5     | Estável |
|                         | Partido da Democracia Cristã         | 977     | 1,0 / 100,0   | 0,3  | 0 / 5     | Estável |
|                         | Outros                               | 1 588   | 1,7 / 100,0   |      | 0 / 5     |         |
| Votos inválidos         | Votos inválidos                      | 1 959   | 2,1 / 100,0   | 0,3  |           |         |
| Total                   | Total                                | 95 178  | 100,0 / 100,0 |      | 5 / 5     |         |
| Eleitorado/Participação | Eleitorado/Participação              | 175 532 | 54,2 / 100,0  | 6,0  |           |         |

### Aveiro
| Partidos                | Partidos                             | Votos   | %             | +/-  | Deputados | +/-     |
| ----------------------- | ------------------------------------ | ------- | ------------- | ---- | --------- | ------- |
|                         | Partido Social Democrata             | 215 540 | 60,4 / 100,0  | 22,0 | 11 / 15   | 5       |
|                         | Partido Socialista                   | 81 675  | 22,9 / 100,0  | 0,1  | 4 / 15    | Estável |
|                         | Partido do Centro Democrático Social | 18 794  | 5,3 / 100,0   | 8,2  | 0 / 15    | 2       |
|                         | Coligação Democrática Unitária       | 15 784  | 4,4 / 100,0   | 2,1  | 0 / 15    | 1       |
|                         | Partido Renovador Democrático        | 9 493   | 2,7 / 100,0   | 10,7 | 0 / 15    | 2       |
|                         | Outros                               | 9 090   | 2,6 / 100,0   |      | 0 / 15    |         |
| Votos inválidos         | Votos inválidos                      | 4 057   | 1,1 / 100,0   | 1,2  |           |         |
| Total                   | Total                                | 357 133 | 100,0 / 100,0 |      | 15 / 15   |         |
| Eleitorado/Participação | Eleitorado/Participação              | 477 832 | 74,7 / 100,0  | 0,9  |           |         |

### Beja
| Partidos                | Partidos                                        | Votos   | %             | +/-  | Deputados | +/-     |
| ----------------------- | ----------------------------------------------- | ------- | ------------- | ---- | --------- | ------- |
|                         | Coligação Democrática Unitária                  | 39 592  | 38,7 / 100,0  | 6,2  | 3 / 5     | Estável |
|                         | Partido Social Democrata                        | 25 121  | 24,5 / 100,0  | 10,8 | 1 / 5     | Estável |
|                         | Partido Socialista                              | 20 742  | 20,3 / 100,0  | 0,2  | 1 / 5     | Estável |
|                         | Partido Renovador Democrático                   | 5 868   | 5,7 / 100,0   | 5,9  | 0 / 5     | Estável |
|                         | Partido do Centro Democrático Social            | 2 011   | 2,0 / 100,0   | 0,2  | 0 / 5     | Estável |
|                         | Partido Socialista Revolucionário               | 1 101   | 1,1 / 100,0   | 0,1  | 0 / 5     | Estável |
|                         | União Democrática Popular                       | 1 098   | 1,1 / 100,0   | 0,2  | 0 / 5     | Estável |
|                         | Partido Comunista dos Trabalhadores Portugueses | 1 024   | 1,0 / 100,0   | 0,4  | 0 / 5     | Estável |
|                         | Outros                                          | 2 711   | 2,7 / 100,0   |      | 0 / 5     |         |
| Votos inválidos         | Votos inválidos                                 | 3 135   | 3,1 / 100,0   | 0,1  |           |         |
| Total                   | Total                                           | 102 403 | 100,0 / 100,0 |      | 5 / 5     |         |
| Eleitorado/Participação | Eleitorado/Participação                         | 151 377 | 67,7 / 100,0  | 7,4  |           |         |

### Braga
| Partidos                | Partidos                             | Votos   | %             | +/-  | Deputados | +/-     |
| ----------------------- | ------------------------------------ | ------- | ------------- | ---- | --------- | ------- |
|                         | Partido Social Democrata             | 215 380 | 53,4 / 100,0  | 20,6 | 10 / 17   | 4       |
|                         | Partido Socialista                   | 104 172 | 25,9 / 100,0  | 4,1  | 5 / 17    | 1       |
|                         | Coligação Democrática Unitária       | 24 648  | 6,1 / 100,0   | 2,4  | 1 / 17    | Estável |
|                         | Partido do Centro Democrático Social | 23 854  | 5,9 / 100,0   | 8,1  | 1 / 17    | 1       |
|                         | Partido Renovador Democrático        | 13 412  | 3,3 / 100,0   | 13,5 | 0 / 17    | 3       |
|                         | Outros                               | 12 858  | 3,2 / 100,0   |      | 0 / 17    |         |
| Votos inválidos         | Votos inválidos                      | 8 739   | 2,2 / 100,0   | 0,6  |           |         |
| Total                   | Total                                | 403 063 | 100,0 / 100,0 |      | 17 / 17   | 1       |
| Eleitorado/Participação | Eleitorado/Participação              | 521 819 | 77,2 / 100,0  | 0,4  |           |         |

### Bragança
| Partidos                | Partidos                             | Votos   | %             | +/-  | Deputados | +/-     |
| ----------------------- | ------------------------------------ | ------- | ------------- | ---- | --------- | ------- |
|                         | Partido Social Democrata             | 56 467  | 60,8 / 100,0  | 21,6 | 3 / 4     | 1       |
|                         | Partido Socialista                   | 17 817  | 19,2 / 100,0  | 3,5  | 1 / 4     | Estável |
|                         | Partido do Centro Democrático Social | 7 041   | 7,6 / 100,0   | 9,5  | 0 / 4     | 1       |
|                         | Coligação Democrática Unitária       | 3 015   | 3,2 / 100,0   | 2,1  | 0 / 4     | Estável |
|                         | Partido Renovador Democrático        | 1 161   | 1,3 / 100,0   | 5,6  | 0 / 4     | Estável |
|                         | Partido da Democracia Cristã         | 1 101   | 1,2 / 100,0   | 0,4  | 0 / 4     | Estável |
|                         | Outros                               | 3 103   | 3,3 / 100,0   |      | 0 / 4     |         |
| Votos inválidos         | Votos inválidos                      | 3 243   | 3,5 / 100,0   | 0,5  |           |         |
| Total                   | Total                                | 92 948  | 100,0 / 100,0 |      | 4 / 4     |         |
| Eleitorado/Participação | Eleitorado/Participação              | 142 649 | 65,2 / 100,0  | 0,2  |           |         |

### Castelo Branco
| Partidos                | Partidos                             | Votos   | %             | +/-  | Deputados | +/-     |
| ----------------------- | ------------------------------------ | ------- | ------------- | ---- | --------- | ------- |
|                         | Partido Social Democrata             | 71 610  | 52,1 / 100,0  | 20,9 | 4 / 6     | 1       |
|                         | Partido Socialista                   | 30 784  | 22,4 / 100,0  | 3,9  | 2 / 6     | 1       |
|                         | Coligação Democrática Unitária       | 9 752   | 7,1 / 100,0   | 1,8  | 0 / 6     | Estável |
|                         | Partido Renovador Democrático        | 8 177   | 6,0 / 100,0   | 18,4 | 0 / 6     | 2       |
|                         | Partido do Centro Democrático Social | 6 396   | 4,7 / 100,0   | 4,9  | 0 / 6     | Estável |
|                         | Partido da Democracia Cristã         | 1 357   | 1,0 / 100,0   | 0,1  | 0 / 6     | Estável |
|                         | Outros                               | 4 705   | 3,4 / 100,0   |      | 0 / 6     |         |
| Votos inválidos         | Votos inválidos                      | 4 590   | 3,3 / 100,0   | 0,2  |           |         |
| Total                   | Total                                | 137 371 | 100,0 / 100,0 |      | 6 / 6     |         |
| Eleitorado/Participação | Eleitorado/Participação              | 192 953 | 71,2 / 100,0  | 1,8  |           |         |

### Coimbra
| Partidos                | Partidos                             | Votos   | %             | +/-  | Deputados | +/-     |
| ----------------------- | ------------------------------------ | ------- | ------------- | ---- | --------- | ------- |
|                         | Partido Social Democrata             | 121 641 | 50,0 / 100,0  | 20,5 | 6 / 11    | 2       |
|                         | Partido Socialista                   | 69 745  | 28,7 / 100,0  | 0,2  | 4 / 11    | 1       |
|                         | Coligação Democrática Unitária       | 17 394  | 7,2 / 100,0   | 2,9  | 1 / 11    | Estável |
|                         | Partido do Centro Democrático Social | 11 025  | 4,5 / 100,0   | 4,1  | 0 / 11    | 1       |
|                         | Partido Renovador Democrático        | 8 395   | 3,5 / 100,0   | 13,4 | 0 / 11    | 2       |
|                         | Outros                               | 8 514   | 3,5 / 100,0   |      | 0 / 11    |         |
| Votos inválidos         | Votos inválidos                      | 6 501   | 2,7 / 100,0   | 0,4  |           |         |
| Total                   | Total                                | 243 215 | 100,0 / 100,0 |      | 11 / 11   |         |
| Eleitorado/Participação | Eleitorado/Participação              | 352 105 | 69,1 / 100,0  | 1,0  |           |         |

### Évora
| Partidos                | Partidos                             | Votos   | %             | +/-  | Nº Deputados | +/-     |
| ----------------------- | ------------------------------------ | ------- | ------------- | ---- | ------------ | ------- |
|                         | Coligação Democrática Unitária       | 39 758  | 36,2 / 100,0  | 5,0  | 2 / 4        | Estável |
|                         | Partido Social Democrata             | 35 300  | 32,1 / 100,0  | 13,0 | 2 / 4        | 1       |
|                         | Partido Socialista                   | 16 907  | 15,4 / 100,0  | 1,1  | 0 / 4        | 1       |
|                         | Partido Renovador Democrático        | 8 485   | 7,7 / 100,0   | 8,1  | 0 / 4        | 1       |
|                         | Partido do Centro Democrático Social | 2 316   | 2,1 / 100,0   | 1,2  | 0 / 4        | Estável |
|                         | Outros                               | 4 684   | 4,3 / 100,0   |      | 0 / 4        |         |
| Votos inválidos         | Votos inválidos                      | 2 469   | 2,3 / 100,0   | 0,3  |              |         |
| Total                   | Total                                | 109 919 | 100,0 / 100,0 |      | 4 / 4        | 1       |
| Eleitorado/Participação | Eleitorado/Participação              | 146 150 | 75,2 / 100,0  | 5,7  |              |         |

### Faro
| Partidos                | Partidos                             | Votos   | %             | +/-  | Deputados | +/-     |
| ----------------------- | ------------------------------------ | ------- | ------------- | ---- | --------- | ------- |
|                         | Partido Social Democrata             | 88 442  | 46,7 / 100,0  | 18,3 | 5 / 9     | 2       |
|                         | Partido Socialista                   | 47 218  | 24,9 / 100,0  | 2,6  | 3 / 9     | 1       |
|                         | Coligação Democrática Unitária       | 20 683  | 10,9 / 100,0  | 4,5  | 1 / 9     | 1       |
|                         | Partido Renovador Democrático        | 11 926  | 6,3 / 100,0   | 14,2 | 0 / 9     | 2       |
|                         | Partido do Centro Democrático Social | 5 910   | 3,1 / 100,0   | 3,0  | 0 / 9     | Estável |
|                         | Movimento Democrático Português      | 2 148   | 1,1 / 100,0   | -    | 0 / 9     | -       |
|                         | União Democrática Popular            | 1 962   | 1,0 / 100,0   | 0,6  | 0 / 9     | Estável |
|                         | Outros                               | 5 830   | 3,1 / 100,0   |      | 0 / 9     |         |
| Votos inválidos         | Votos inválidos                      | 5 404   | 2,9 / 100,0   | 0,2  |           |         |
| Total                   | Total                                | 189 523 | 100,0 / 100,0 |      | 9 / 9     |         |
| Eleitorado/Participação | Eleitorado/Participação              | 269 532 | 70,3 / 100,0  | 4,1  |           |         |

### Guarda
| Partidos                | Partidos                             | Votos   | %             | +/-  | Nº Deputados | +/-     |
| ----------------------- | ------------------------------------ | ------- | ------------- | ---- | ------------ | ------- |
|                         | Partido Social Democrata             | 71 133  | 60,0 / 100,0  | 26,4 | 4 / 5        | 2       |
|                         | Partido Socialista                   | 25 783  | 21,8 / 100,0  | 1,5  | 1 / 5        | 1       |
|                         | Partido do Centro Democrático Social | 7 827   | 6,6 / 100,0   | 12,9 | 0 / 5        | 1       |
|                         | Coligação Democrática Unitária       | 3 934   | 3,3 / 100,0   | 1,9  | 0 / 5        | Estável |
|                         | Partido Renovador Democrático        | 2 369   | 2,0 / 100,0   | 8,9  | 0 / 5        | Estável |
|                         | Partido da Democracia Cristã         | 1 143   | 1,0 / 100,0   | 0,5  | 0 / 5        | Estável |
|                         | Outros                               | 2 808   | 2,4 / 100,0   |      | 0 / 5        |         |
| Votos inválidos         | Votos inválidos                      | 3 543   | 3,0 / 100,0   | 0,3  |              |         |
| Total                   | Total                                | 118 540 | 100,0 / 100,0 |      | 5 / 5        |         |
| Eleitorado/Participação | Eleitorado/Participação              | 168 651 | 70,3 / 100,0  | 1,4  |              |         |

### Leiria
| Partidos                | Partidos                             | Votos   | %             | +/-  | Deputados | +/-     |
| ----------------------- | ------------------------------------ | ------- | ------------- | ---- | --------- | ------- |
|                         | Partido Social Democrata             | 146 879 | 60,8 / 100,0  | 22,6 | 9 / 11    | 4       |
|                         | Partido Socialista                   | 45 277  | 18,7 / 100,0  | 0,9  | 2 / 11    | Estável |
|                         | Partido do Centro Democrático Social | 14 608  | 6,0 / 100,0   | 6,2  | 0 / 11    | 1       |
|                         | Coligação Democrática Unitária       | 14 312  | 5,9 / 100,0   | 2,0  | 0 / 11    | 1       |
|                         | Partido Renovador Democrático        | 7 308   | 3,0 / 100,0   | 12,3 | 0 / 11    | 2       |
|                         | Outros                               | 7 310   | 3,0 / 100,0   |      | 0 / 11    |         |
| Votos inválidos         | Votos inválidos                      | 6 018   | 2,5 / 100,0   | 0,6  |           |         |
| Total                   | Total                                | 241 712 | 100,0 / 100,0 |      | 11 / 11   |         |
| Eleitorado/Participação | Eleitorado/Participação              | 334 650 | 72,2 / 100,0  | 1,0  |           |         |

### Lisboa
| Partidos                | Partidos                             | Votos     | %             | +/-  | Deputados | +/-     |
| ----------------------- | ------------------------------------ | --------- | ------------- | ---- | --------- | ------- |
|                         | Partido Social Democrata             | 564 553   | 45,8 / 100,0  | 20,2 | 28 / 56   | 13      |
|                         | Partido Socialista                   | 261 129   | 21,2 / 100,0  | 1,4  | 12 / 56   | Estável |
|                         | Coligação Democrática Unitária       | 203 263   | 16,5 / 100,0  | 3,6  | 10 / 56   | 2       |
|                         | Partido Renovador Democrático        | 84 433    | 6,9 / 100,0   | 14,4 | 4 / 56    | 9       |
|                         | Partido do Centro Democrático Social | 45 465    | 3,7 / 100,0   | 4,4  | 2 / 56    | 2       |
|                         | União Democrática Popular            | 17 617    | 1,4 / 100,0   | 0,2  | 0 / 56    | Estável |
|                         | Outros                               | 34 931    | 2,8 / 100,0   |      | 0 / 56    |         |
| Votos inválidos         | Votos inválidos                      | 20 747    | 1,7 / 100,0   | 0,3  |           |         |
| Total                   | Total                                | 1 232 138 | 100,0 / 100,0 |      | 56 / 56   |         |
| Eleitorado/Participação | Eleitorado/Participação              | 1 676 580 | 73,5 / 100,0  | 4,0  |           |         |

### Madeira
| Partidos                | Partidos                             | Votos   | %             | +/- | Deputados | +/-     |
| ----------------------- | ------------------------------------ | ------- | ------------- | --- | --------- | ------- |
|                         | Partido Social Democrata             | 77 829  | 65,5 / 100,0  | 8,7 | 4 / 5     | Estável |
|                         | Partido Socialista                   | 19 288  | 16,2 / 100,0  | 3,0 | 1 / 5     | Estável |
|                         | Partido do Centro Democrático Social | 6 200   | 5,2 / 100,0   | 2,6 | 0 / 5     | Estável |
|                         | Partido Renovador Democrático        | 3 916   | 3,3 / 100,0   | 6,4 | 0 / 5     | Estável |
|                         | União Democrática Popular            | 3 648   | 3,1 / 100,0   | 1,9 | 0 / 5     | Estável |
|                         | Coligação Democrática Unitária       | 2 276   | 1,9 / 100,0   | 1,3 | 0 / 5     | Estável |
|                         | Outros                               | 3 130   | 2,6 / 100,0   |     | 0 / 5     |         |
| Votos inválidos         | Votos inválidos                      | 2 620   | 2,2 / 100,0   | 0,2 |           |         |
| Total                   | Total                                | 118 907 | 100,0 / 100,0 |     | 5 / 5     |         |
| Eleitorado/Participação | Eleitorado/Participação              | 177 049 | 67,2 / 100,0  | 2,5 |           |         |

### Portalegre
| Partidos                | Partidos                             | Votos   | %             | +/-  | Deputados | +/-     |
| ----------------------- | ------------------------------------ | ------- | ------------- | ---- | --------- | ------- |
|                         | Partido Social Democrata             | 32 545  | 37,4 / 100,0  | 16,5 | 1 / 3     | Estável |
|                         | Partido Socialista                   | 21 883  | 25,1 / 100,0  | 1,4  | 1 / 3     | Estável |
|                         | Coligação Democrática Unitária       | 18 199  | 20,9 / 100,0  | 4,3  | 1 / 3     | Estável |
|                         | Partido Renovador Democrático        | 5 517   | 6,3 / 100,0   | 12,5 | 0 / 3     | Estável |
|                         | Partido do Centro Democrático Social | 2 652   | 3,1 / 100,0   | 1,8  | 0 / 3     | Estável |
|                         | Outros                               | 3 935   | 4,5 / 100,0   |      | 0 / 3     |         |
| Votos inválidos         | Votos inválidos                      | 2 321   | 2,7 / 100,0   | 0,3  |           |         |
| Total                   | Total                                | 87 052  | 100,0 / 100,0 |      | 3 / 3     |         |
| Eleitorado/Participação | Eleitorado/Participação              | 116 177 | 74,9 / 100,0  | 5,7  |           |         |

### Porto
| Partidos                | Partidos                             | Votos     | %             | +/-  | Deputados | +/- |
| ----------------------- | ------------------------------------ | --------- | ------------- | ---- | --------- | --- |
|                         | Partido Social Democrata             | 475 410   | 50,9 / 100,0  | 21,6 | 22 / 39   | 10  |
|                         | Partido Socialista                   | 249 443   | 26,7 / 100,0  | 3,1  | 11 / 39   | 1   |
|                         | Coligação Democrática Unitária       | 87 335    | 9,4 / 100,0   | 2,7  | 4 / 39    | 1   |
|                         | Partido Renovador Democrático        | 37 581    | 4,0 / 100,0   | 16,5 | 1 / 39    | 7   |
|                         | Partido do Centro Democrático Social | 36 997    | 4,0 / 100,0   | 5,8  | 1 / 39    | 3   |
|                         | Outros                               | 30 515    | 3,3 / 100,0   |      | 0 / 39    |     |
| Votos inválidos         | Votos inválidos                      | 16 021    | 1,7 / 100,0   | 0,5  |           |     |
| Total                   | Total                                | 933 302   | 100,0 / 100,0 |      | 39 / 39   |     |
| Eleitorado/Participação | Eleitorado/Participação              | 1 196 453 | 78,0 / 100,0  | 0,8  |           |     |

### Santarém
| Partidos                | Partidos                             | Votos   | %             | +/-  | Deputados | +/-     |
| ----------------------- | ------------------------------------ | ------- | ------------- | ---- | --------- | ------- |
|                         | Partido Social Democrata             | 127 788 | 47,9 / 100,0  | 20,1 | 7 / 12    | 3       |
|                         | Partido Socialista                   | 57 778  | 21,7 / 100,0  | 3,1  | 3 / 12    | 1       |
|                         | Coligação Democrática Unitária       | 33 688  | 12,6 / 100,0  | 3,8  | 1 / 12    | 1       |
|                         | Partido Renovador Democrático        | 19 562  | 7,3 / 100,0   | 16,5 | 1 / 12    | 2       |
|                         | Partido do Centro Democrático Social | 9 674   | 3,6 / 100,0   | 4,1  | 0 / 12    | 1       |
|                         | União Democrática Popular            | 2 617   | 1,0 / 100,0   | 0,1  | 0 / 12    | Estável |
|                         | Outros                               | 8 917   | 3,3 / 100,0   |      | 0 / 12    |         |
| Votos inválidos         | Votos inválidos                      | 6 738   | 2,5 / 100,0   | 0,3  |           |         |
| Total                   | Total                                | 266 762 | 100,0 / 100,0 |      | 12 / 12   |         |
| Eleitorado/Participação | Eleitorado/Participação              | 367 484 | 72,6 / 100,0  | 3,3  |           |         |

### Setúbal
| Partidos                | Partidos                             | Votos   | %             | +/-  | Deputados | +/-     |
| ----------------------- | ------------------------------------ | ------- | ------------- | ---- | --------- | ------- |
|                         | Coligação Democrática Unitária       | 129 037 | 32,7 / 100,0  | 5,5  | 7 / 17    | Estável |
|                         | Partido Social Democrata             | 128 402 | 32,6 / 100,0  | 16,1 | 6 / 17    | 3       |
|                         | Partido Socialista                   | 69 408  | 17,6 / 100,0  | 1,1  | 3 / 17    | Estável |
|                         | Partido Renovador Democrático        | 34 109  | 8,7 / 100,0   | 11,7 | 1 / 17    | 3       |
|                         | Partido do Centro Democrático Social | 7 401   | 1,9 / 100,0   | 1,9  | 0 / 17    | Estável |
|                         | União Democrática Popular            | 5 858   | 1,5 / 100,0   | 0,4  | 0 / 17    | Estável |
|                         | Outros                               | 12 714  | 3,2 / 100,0   |      | 0 / 17    |         |
| Votos inválidos         | Votos inválidos                      | 7 165   | 1,8 / 100,0   | 0,1  |           |         |
| Total                   | Total                                | 394 094 | 100,0 / 100,0 |      | 17 / 17   |         |
| Eleitorado/Participação | Eleitorado/Participação              | 540 007 | 73,0 / 100,0  | 6,1  |           |         |

### Viana do Castelo
| Partidos                | Partidos                             | Votos   | %             | +/-  | Deputados | +/-     |
| ----------------------- | ------------------------------------ | ------- | ------------- | ---- | --------- | ------- |
|                         | Partido Social Democrata             | 76 207  | 54,5 / 100,0  | 21,0 | 5 / 6     | 2       |
|                         | Partido Socialista                   | 28 351  | 20,3 / 100,0  | 1,9  | 1 / 6     | Estável |
|                         | Partido do Centro Democrático Social | 10 727  | 7,7 / 100,0   | 8,9  | 0 / 6     | 1       |
|                         | Coligação Democrática Unitária       | 8 741   | 6,3 / 100,0   | 1,9  | 0 / 6     | Estável |
|                         | Partido Renovador Democrático        | 6 758   | 4,8 / 100,0   | 11,4 | 0 / 6     | 1       |
|                         | Outros                               | 5 494   | 3,9 / 100,0   |      | 0 / 6     |         |
| Votos inválidos         | Votos inválidos                      | 3 676   | 2,6 / 100,0   | 0,3  |           |         |
| Total                   | Total                                | 139 954 | 100,0 / 100,0 |      | 6 / 6     |         |
| Eleitorado/Participação | Eleitorado/Participação              | 199 636 | 70,1 / 100,0  | 1,5  |           |         |

### Vila Real
| Partidos                | Partidos                             | Votos   | %             | +/-     | Deputados | +/-     |
| ----------------------- | ------------------------------------ | ------- | ------------- | ------- | --------- | ------- |
|                         | Partido Social Democrata             | 84 965  | 62,5 / 100,0  | 20,3    | 5 / 6     | 2       |
|                         | Partido Socialista                   | 27 639  | 20,3 / 100,0  | 2,7     | 1 / 6     | 1       |
|                         | Partido do Centro Democrático Social | 6 741   | 5,0 / 100,0   | 7,5     | 0 / 6     | 1       |
|                         | Coligação Democrática Unitária       | 5 559   | 4,1 / 100,0   | 1,8     | 0 / 6     | Estável |
|                         | Partido Renovador Democrático        | 1 832   | 1,4 / 100,0   | 7,2     | 0 / 6     | Estável |
|                         | Partido da Democracia Cristã         | 1 485   | 1,1 / 100,0   | Estável | 0 / 6     | Estável |
|                         | Outros                               | 3 226   | 2,4 / 100,0   |         | 0 / 6     |         |
| Votos inválidos         | Votos inválidos                      | 4 467   | 3,3 / 100,0   | 0,7     |           |         |
| Total                   | Total                                | 135 914 | 100,0 / 100,0 |         | 6 / 6     |         |
| Eleitorado/Participação | Eleitorado/Participação              | 205 087 | 66,3 / 100,0  | 0,4     |           |         |

### Viseu
| Partidos                | Partidos                             | Votos   | %             | +/-  | Deputados | +/-     |
| ----------------------- | ------------------------------------ | ------- | ------------- | ---- | --------- | ------- |
|                         | Partido Social Democrata             | 145 654 | 64,1 / 100,0  | 26,4 | 8 / 10    | 3       |
|                         | Partido Socialista                   | 40 762  | 17,9 / 100,0  | 2,1  | 2 / 10    | Estável |
|                         | Partido do Centro Democrático Social | 15 852  | 7,0 / 100,0   | 12,9 | 0 / 10    | 2       |
|                         | Coligação Democrática Unitária       | 6 507   | 2,9 / 100,0   | 2,1  | 0 / 10    | Estável |
|                         | Partido Renovador Democrático        | 3 932   | 1,7 / 100,0   | 9,2  | 0 / 10    | 1       |
|                         | Partido da Democracia Cristã         | 3 482   | 1,5 / 100,0   | 0,3  | 0 / 10    | Estável |
|                         | Outros                               | 4 819   | 2,1 / 100,0   |      | 0 / 10    |         |
| Votos inválidos         | Votos inválidos                      | 6 373   | 2,8 / 100,0   | 0,2  |           |         |
| Total                   | Total                                | 227 381 | 100,0 / 100,0 |      | 10 / 10   |         |
| Eleitorado/Participação | Eleitorado/Participação              | 331 364 | 68,6 / 100,0  | 0,7  |           |         |

### Europa
| Partidos                | Partidos                                        | Votos  | %             | +/-  | Deputados | +/-     |
| ----------------------- | ----------------------------------------------- | ------ | ------------- | ---- | --------- | ------- |
|                         | Partido Social Democrata                        | 7 125  | 37,0 / 100,0  | 12,7 | 1 / 2     | Estável |
|                         | Partido Socialista                              | 5 467  | 28,4 / 100,0  | 4,2  | 1 / 2     | Estável |
|                         | Coligação Democrática Unitária                  | 3 054  | 15,9 / 100,0  | 2,9  | 0 / 2     | Estável |
|                         | Partido do Centro Democrático Social            | 1 278  | 6,6 / 100,0   | 10,7 | 0 / 2     | Estável |
|                         | Partido Renovador Democrático                   | 944    | 4,9 / 100,0   | 2,2  | 0 / 2     | Estável |
|                         | Partido da Democracia Cristã                    | 311    | 1,6 / 100,0   | 0,5  | 0 / 2     | Estável |
|                         | Partido Comunista dos Trabalhadores Portugueses | 258    | 1,3 / 100,0   | 0,3  | 0 / 2     | Estável |
|                         | Outros                                          | 374    | 1,9 / 100,0   |      | 0 / 2     |         |
| Votos inválidos         | Votos inválidos                                 | 450    | 2,3 / 100,0   | 1,3  |           |         |
| Total                   | Total                                           | 19 261 | 100,0 / 100,0 |      | 2 / 2     |         |
| Eleitorado/Participação | Eleitorado/Participação                         | 72 978 | 26,4          | 4,7  |           |         |

### Fora da Europa
| Partidos                | Partidos                             | Votos   | %             | +/-  | Deputados | +/-     |
| ----------------------- | ------------------------------------ | ------- | ------------- | ---- | --------- | ------- |
|                         | Partido Social Democrata             | 19 343  | 63,2 / 100,0  | 22,7 | 2 / 2     | 1       |
|                         | Partido do Centro Democrático Social | 6 089   | 19,9 / 100,0  | 18,0 | 0 / 2     | 1       |
|                         | Partido Socialista                   | 2 221   | 7,3 / 100,0   | 0,5  | 0 / 2     | Estável |
|                         | Partido da Democracia Cristã         | 706     | 2,3 / 100,0   | 1,8  | 0 / 2     | Estável |
|                         | Partido Renovador Democrático        | 513     | 1,7 / 100,0   | 1,6  | 0 / 2     | Estável |
|                         | Coligação Democrática Unitária       | 418     | 1,4 / 100,0   | 1,2  | 0 / 2     | Estável |
|                         | Outros                               | 566     | 1,9 / 100,0   |      | 0 / 2     |         |
| Votos inválidos         | Votos inválidos                      | 732     | 2,4 / 100,0   | 0,3  |           |         |
| Total                   | Total                                | 30 588  | 100,0 / 100,0 |      | 2 / 2     |         |
| Eleitorado/Participação | Eleitorado/Participação              | 114 603 | 26,7 / 100,0  | 2,8  |           |         |

| Eleições legislativas portuguesas de 1987 Distritos: Aveiro \| Beja \| Braga \| Bragança \| Castelo Branco \| Coimbra \| Évora \| Faro \| Guarda \| Leiria \| Lisboa \| Portalegre \| Porto \| Santarém \| Setúbal \| Viana do Castelo \| Vila Real \| Viseu \| Açores \| Madeira \| Estrangeiro |